# Восточный кри
Восточный кри (East Cree, (Eastern) James Bay Cree, East Main Cree) - группа диалектов языка кри, которые распространены на территории штата Квебек в Канаде.

## Диалекты
- Северный (северо-восточный) диалект (Eastern James Bay Cree Northern Dialect, James Bay Cree Northern, Northern East Cree) распространён в общинах Веминджи, Вхапмагустуй, Истмен, Чисасиби восточного побережья низменности заливов Джеймс и Хадсон на западе центральной части штата Квебек.
- Южный (юго-восточный) диалект (Eastern James Bay Cree Southern Dialect, James Bay Cree Southern Dialect, Southern East Cree) распространён в общинах Васванипи, Мистиссини, Немаска, Удже-Бугумо, расположенные внутри страны, в прибрежных общинах Васкаганиш и Истмен, в юго-восточном направлении от залива Джеймс, внутри страны к бассейну восточнее озера Мистиссини штата Квебек.